# 李燦赫
李燦赫（韓語：이찬혁，1996年9月12日—），為韓國全創作型兄妹團體AKMU的哥哥，主唱之一兼製作人，並負責團體中所有歌曲的作詞作曲。16歲參加《K-pop Star 第二屆》歌唱比賽奪得冠軍，後與YG娛樂簽約。

## 生涯發展

### 早期經歷
李燦赫是13歲-17歲之間在蒙古生活過5年的傳教士子女。 最初在蒙古讀蒙古傳教士子女就讀的韓國學校(MK Shcool)，但沒上過一年，由於經濟困難，因此在家自學，幾乎不會說蒙古語。 

### 團體活動
所屬團體請參閱 樂童音樂家

### 首張個人正規專輯《ERROR》
2022年10月17日，發行個人正規專輯《ERROR》，以個人歌手正式出道。
專輯由十一首歌曲組成一個故事，講述了一場意外導致的死亡及過程中的思考。李燦赫在打歌活動中大膽嘗試各項行為藝術，包括在鬧區玻璃箱裡現場演唱，在打歌舞台上背對觀眾以及在演唱中理髮，以獨特的思考帶給大眾衝擊性的表演。
2023年6月28日在Youtube頻道Leechanhyukvideo上發行了影片翻唱專輯《Umbrella》，全專輯皆由不同藝人翻唱歌曲，李燦赫本人僅出演影片並參與製作和編曲。

## 音樂作品

### 正規專輯
| 專輯 | 專輯資料                                                      | 曲目 |
| 1st  | 首張正規專輯《ERROR》 - 發行日期：2022年10月17日 - 語言：韓語 | 1. Eyewitness Account 2. Siren 3. Panorama 4. Time！Stop！ 5. If I can't go see you right now 6. Goodbye, stay well feat. 請夏 7. What the 8. Missed call 9. Castle in my dream 10. A DAY 11. Funeral hope |
| 2nd  | 正規二輯《EROS》 - 發行日期：2025年7月14日 - 語言：韓語       | 1. SINNY SINNY 2. Out of My Mind 3. Vivid LaLa Love 4. TV Show 5. Endangered Love 6. Eve 7. Andrew 8. TAIL 9. Shining Ground                                                                               |

### 單曲
| 專輯 | 單曲資料                                              | 曲目                   |
| #    | 個人單曲《1조》 - 發行日期：2024年1月1日 - 語言：韓語 | 1조 (1兆 / 1 Trillion) |

## 參與創作作品

### 韓國音樂著作權家協會登錄編號
| 姓名   | 登記名字        | 編號     | 附註  |
| ------ | --------------- | -------- | ----- |
| 李燦赫 | Lee Chan Hyuk / | 10004134 | [ 2 ] |

### 參與創作作品[2]
| 發佈日期       | 收錄專輯                                    | 歌曲名稱                                | 演唱者              | 作詞 | 作曲 | 編曲 | 備註 |
| 2015年11月11日 | 《Thinking of You(널 생각해)》              | Thinking of You(널 생각해)              | YOUNHA              | ✓    | ✓    |      |      |
| 2020年6月5日   | 《WAYO(왜요)》                              | WAYO(왜요)                              | 方藝潭              | ✓    |      |      |      |
| 2020年10月16日 | 《ALIEN》                                   | ALIEN                                   | 李秀賢              | ✓    | ✓    |      |      |
| 2021年1月11日  | 《THE FIRST STEP: TREASURE EFFECT》         | SLOWMOTION                              | TREASURE            | ✓    | ✓    |      |      |
| 2021年3月19日  | 《李承哲出道35週年紀念專輯 Special 2nd》    | 我們(우린)                              | 李承哲              | ✓    | ✓    |      |      |
| 2021年3月25日  | 《LILAC》                                   | Ah Puh(어푸)                            | IU                  | ✓    | ✓    |      |      |
| 2022年7月5日   | 《HOLIDAY》                                 | I LOVE U                                | WINNER              | ✓    | ✓    |      |      |
| 2023年5月4日   | 《Love Part 2》                             | Heartbreak Club(이별클럽)               | Colde               | ✓    | ✓    |      |      |
| 2023年7月28日  | 《REBOOT》                                  | WONDERLAND                              | TREASURE            | ✓    | ✓    |      |      |
| 2023年7月28日  | 《REBOOT》                                  | BONA BONA                               | TREASURE            | ✓    |      |      |      |
| 2023年12月12日 | 《잘 먹고 잘 살아 (Eat Sleep Live Repeat)》 | 잘 먹고 잘 살아 (Eat Sleep Live Repeat) | 李聖經,李燦赫       | ✓    | ✓    |      |      |
| 2024年6月14日  | 《NA》                                      | HalliGalli                              | Nayeon              | ✓    | ✓    |      |      |
| 2025年6月19日  | #                                           | MUSIC                                   | BIG Naughty, 李燦赫 | ✓    |      |      |      |

## 獎項
- 2023 Korean Music Awards - 最佳流行專輯《ERROR》